# Hemiphyllodactylus
Hemiphyllodactylus là một chi thằn lằn trong Họ Tắc kè, trải dài từ Ấn Độ và Trung Quốc về phía nam đến Đông Nam Á và Châu Đại Dương.  Loài Hemiphyllodactylus thường được gọi là thằn lằn nửa ngón. Nhiều loài được gọi là thằn lằn lùn hoặc thằn lằn mảnh mai.

## Các loài
Danh sách này dẫn theo The Reptile Database:
- Hemiphyllodactylus aurantiacus (Beddome, 1870)
- Hemiphyllodactylus banaensis[2] Tri, Grismer, Thai & Wood Jr, 2014
- Hemiphyllodactylus chiangmaiensis[3] Grismer, Wood Jr & Cota, 2014
- Hemiphyllodactylus dushanensis[4] (Zhou & Liu, 1981) (ex H. yunnanensis dushanensis)
- Hemiphyllodactylus ganoklonis Zug, 2010
- Hemiphyllodactylus harterti (Werner, 1900)
- Hemiphyllodactylus insularis Taylor, 1918
- Hemiphyllodactylus jinpingensis[4] (Zhou & Liu, 1981) (ex H. yunnanensis jinpingensis)
- Hemiphyllodactylus larutensis (Boulenger, 1900)
- Hemiphyllodactylus longlingensis[4] (Zhou & Liu, 1981) (ex H. yunnanensis longlingensis)
- Hemiphyllodactylus margarethae Brongersma, 1931
- Hemiphyllodactylus tehtarik[4] Grismer, Wood Jr, Anuar, Muin, Quah, Mcguire, Brown, Van Tri & Thai, 2013
- Hemiphyllodactylus titiwangsaensis Zug, 2010
- Hemiphyllodactylus typus Bleeker, 1860
  - Hemiphyllodactylus typus chapaensis
  - Hemiphyllodactylus typus pallidus
  - Hemiphyllodactylus typus typus
- Hemiphyllodactylus yunnanensis (Boulenger, 1903)
- Hemiphyllodactylus zugi[5] Nguyen, Lehmann, Le, Duong, Bonkowski & Ziegler, 2013